# Drei Gelächter in der Tigerschlucht

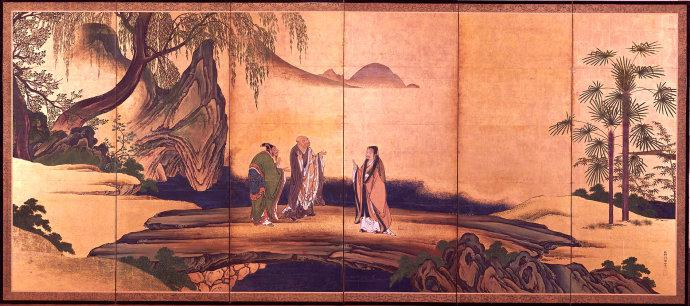
Gelächter in der Tigerschlucht

Drei Gelächter in der Tigerschlucht (chinesisch 虎溪三笑, Pinyin Hǔxī sānxiào; japanisch Kokei Sanshō gelesen) ist eine Geschichte der aus der chinesischen Sammlung „Herzerwärmende Geschichten vom Westsee“ – (西湖佳話).

## Die Fabel
Zur Zeit der Sechs Dynastien in China führte der buddhistische Mönch Huiyuan (344–416) ein strenges Leben in seinem Kloster auf dem Berg Lu Shan und tat den Schwur, niemals die Brücke in der Tigerschlucht zu überqueren. Er gründete die „Gesellschaft des weißen Lotos“ (白蓮社) und folgte diesem Schwur dreißig Jahre lang.
Eines Tages besuchten ihn der Dichter Tao Yuanming (ca. 365–472) und der Taoist Lu Xiujing (ca. 406–477). Nach einem Abend voller tiefsinniger Diskussionen begleitete Huiyuan seine Gäste auf dem Weg nach Hause. Vertieft in die Diskussionen hörte keiner von ihnen das Gebrüll der Tiger, bemerkte keiner, dass sie in der Tiefe der Schlucht die Brücke überquert hatten. Als die drei das bemerkten, brachen sie in Gelächter aus, mit dem Verständnis dafür, dass Huiyuans moralische Integrität dadurch nicht betroffen war.
Es ist nicht sicher verbürgt, dass die Geschichte wirklich ereignet hat, in China und Japan liebt man sie trotzdem. Die Geschichte wurde auch vielfach bildlich dargestellt.